# Семенова Олександра Пилипівна
Олександра Пилипівна Семенова (нар. 16 червня 1947, село Гонтарівка, тепер Вовчанського району Харківської області) — українська радянська діячка, доярка дослідного господарства імені Леніна Вовчанського району Харківської області. Депутат Верховної Ради СРСР 10—11-го скликань.

## Біографія
Народилася в селянській родині. У 1965 році закінчила Вовчанську середню школу Харківської області.
У 1965—1967 роках — телятниця, доярка колгоспу «Дружба» Вовчанського району Харківської області.
З 1967 (за іншими даними — з 1970) року — доярка 4-го відділення дослідного господарства імені Леніна Науково-дослідного інституту Лісостепу і Полісся УРСР в селі Гонтарівка Вовчанського району Харківської області.
Потім — на пенсії в селі Гонтарівка Вовчанського району Харківської області.

## Нагороди
- орден Трудового Червоного Прапора
- медалі